# Jurij Iwanow (żużlowiec)
Jurij Leonidowicz Iwanow, ros. Юрий Леонидович Иванов (ur. 2 lipca 1959 w Buriacji) – radziecki żużlowiec, specjalizujący się w wyścigach na lodzie.
Siedmiokrotny medalista indywidualnych mistrzostw świata: trzykrotnie złoty (1986, 1987, 1992), dwukrotnie srebrny (1988, 1989) oraz dwukrotnie brązowy (1984, 1985). Ośmiokrotny medalista drużynowych mistrzostw świata: siedmiokrotnie złoty (1986, 1987, 1988, 1989, 1990, 1991, 1992) oraz srebrny (1985). Dwukrotny medalista indywidualnych mistrzostw Związku Radzieckiego: złoty (1984) oraz brązowy (1988). Pięciokrotny srebrny medalista indywidualnych mistrzostw Rosji (1984, 1986, 1988, 1991, 1992).
Brat Siergieja Iwanowa, również żużlowca.